# The Footlight Ranger
The Footlight Ranger er en amerikansk stumfilm fra 1923 af Scott R. Dunlap.

## Medvirkende
- Buck Jones som Bill Moreland
- Fritzi Brunette som Janet Ainslee
- James Mason som Al Brownley
- Lillian Langdon som Nellie Andrews
- Lydia Yeamans Titus som Miss Amelia
- Henry A. Barrows som David Marsh